# Физико-математический лицей № 239
Президентский физико-математический лицей № 239 — физико-математический лицей города Санкт-Петербурга.

## История

### 1918—1961 годы
Школа была организована в 1918 году. Первоначально она располагалась в доме Лобанова-Ростовского, «доме со львами», на углу Адмиралтейского проспекта и Исаакиевской площади (Адмиралтейский проспект, 12).
Школа неоднократно меняла свои номера и названия. Так, в конце 1920-х — начале 1930-х она называлась 57 ФЗС — «Фабрично-заводская семилетка имени 9-го января», в 1931 году стала девятилеткой и название изменилось на 57 ФЗД. В 1936 году школа стала десятилетней и снова поменяла название — теперь она была «14 средней школой Октябрьского района». В 1941—1942 годах, когда была введена единая нумерация школ по городу, школа приобрела номер, который носит и по сей день — 239. При этом она была одной из немногих ленинградских школ, работавших в годы блокады. В течение 1944—1954 годов школа была женской, потом стала только старшеклассной — политехнической.

### С 1961 года

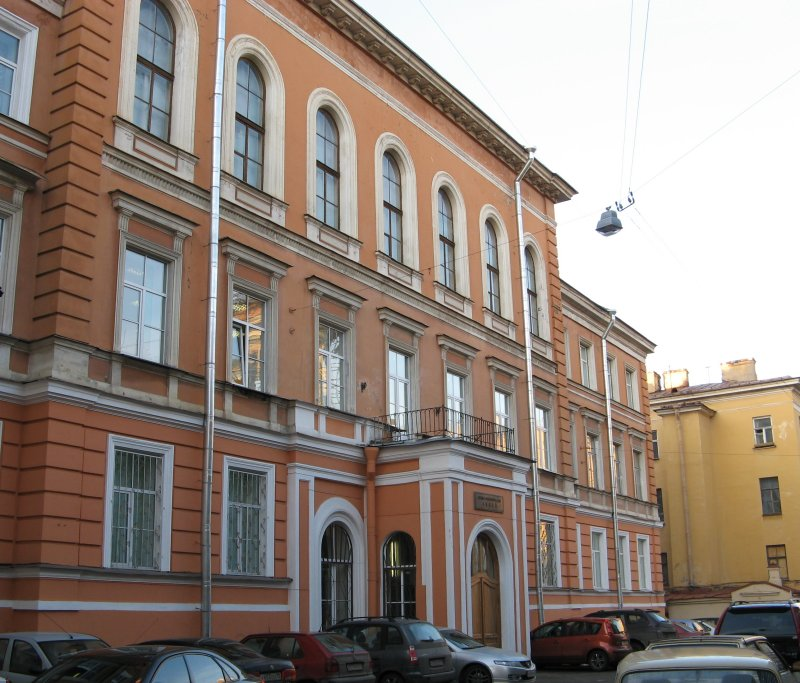
Физико-математический лицей № 239 (2008 год)

В 1961 году школа снова изменила свой статус, став специализированной физико-математической. Заслуга в организации первой в Советском Союзе специализированной математической школы во многом принадлежит директору школы М. В. Матковской, директору ЛОМИ им. Стеклова профессору Г. И. Петрашеню и сотруднику этого института В. А. Залгаллеру.
В 1964 году школа переехала в здание на улице Плеханова (ныне Казанская улица), 48/1, где до этого размещалась школа рабочей молодёжи, затем, в 1966 году — на набережную реки Мойки, 108 (раньше здесь располагалась 236 школа). Наконец, в 1975 году школа въехала в историческое здание бывшего училища Святой Анны («Анненшуле») по адресу Кирочная улица, дом 8а (до этого там находилась 189 школа), где размещается и по сей день. В 2009 году лицею было передано здание напротив, в котором находилась 203 школа имени А. С. Грибоедова, и сейчас там обучаются 5—8 классы.

### В современной России
В 1990 году указом Министерства просвещения Российской Федерации школа получила статус физико-математического лицея и экспериментальной базы-лаборатории стандартов обучения физике, математике и информатике в Санкт-Петербурге.
В 1994 году по результатам конкурса в рамках программы «Обновление гуманитарного образования в России» лицей был отмечен грантом Фонда Сороса. Математическое общество США признало школу одной из десяти лучших в Содружестве Независимых Государств.
В 2006, 2008 и 2012 годах лицей становился победителем конкурса образовательных учреждений в рамках Приоритетного национального проекта «Образование».
C 1 января 2014 года лицей получил статус «Президентский физико-математический лицей № 239». Лицей находится в непосредственном ведении Комитета по образованию Санкт-Петербурга.
Объявлена лучшей школой России 2015, 2016, 2017, 2018, 2019, 2020 года.

## Сегодняшний день
По состоянию на 2013 год в лицее работали 71 учитель и 53 педагога дополнительного образования (50 из которых — выпускники самого ФМЛ № 239). 6 учителей имели звание «Заслуженный учитель РФ», 15 учителей награждены знаком «Почетный работник общего образования», 8 учителей — знаком губернатора Санкт-Петербурга «За гуманизацию петербургской школы», 52 учителя аттестованы на высшую квалификационную категорию.
В лицее действует Отделение дополнительного образования, включающее в себя математический центр, физический центр, центр информационных технологий, химический центр, театральную студию, театр на английском языке, журналистский клуб, кружки краеведения, туризма и спортивного ориентирования, секции волейбола, баскетбола, настольного тенниса и футбола.
При школе существует музей, являющийся лицензированным филиалом Музея истории Санкт-Петербурга.
При школе с 1965 года существует туристический клуб «Шаги». Клубом ежегодно проводятся общешкольный осенний туристический слёт, лыжные походы на Кольский полуостров и летние — на Урал, в Сибирь, в Крым, на Кавказ и т. д., а также категорийные водные походы по рекам России, Финляндии и Норвегии.
Каждое лето более трёхсот лицеистов выезжают в летние палаточные лагеря в рамках социально-образовательного проекта «Помощь монастырям и музеям-заповедникам». Учащиеся также выезжают в летние школы по математике, физике и химии на базе оздоровительных лагерей Карельского перешейка.

## Достижения на олимпиадах
В 2013 и 2014 годах в составленном Московским центром непрерывного математического образования списке 500 сильнейших школ России по показателям ЕГЭ, Всероссийских и международных олимпиад («Топ 500») лицей № 239 занял третье место. В 2015 году лицей возглавил этот рейтинг.
На протяжении всех лет существования ФМЛ, начиная с 1960-х годов, учащиеся школы стабильно добивались высоких результатов на олимпиадах различного уровня (от городских до международных), причём не только по профилирующим предметам, но и по химии, биологии, литературе, истории, русскому и английскому языку. За время существования ФМЛ № 239 более 60 учащихся стали победителями международных олимпиад, более 250 — всесоюзных и всероссийских.

## Мнения
Заслуженный учитель Российской Федерации, глава предметной математической комиссии по ЕГЭ Владимир Некрасов отмечает: 

У них также очень хорошее гуманитарное образование, да всякое, они регулярно проводят походы, дети отдыхают вместе с учителями, ездят по разным местам страны. Все эти литературные и музыкальные вечера, бесконечные походы по родной стране… И, на мой взгляд, там очень хорошая моральная обстановка. Понятно, что как в любой школе, в любом коллективе, где много людей, там тоже, наверное, бывают конфликты. Учиться там непросто, у кого-то не получается, и в таких случаях часто винят учителей и школу. Но на самом деле я считаю её одним из образцовых заведений не только в городе, но и в стране. Особенно это стало заметно с приходом директора Максима Пратусевича — тут школа, по-моему, расцвела. И он вообще много делает для образовательного процесса, он много делал в «Сириусе», этом знаменитом образовательном центре — то есть я был бы счастлив, если бы мои дети учились в этой школе.

## Директора школы
- Матковская Мария Васильевна — с 1950 по 1976 год
- Радионов Виктор Евсеевич — с 1976 по 1980 год
- Голубева Галина Николаевна — с 1980 по 1982 год
- Ефимова Тамара Борисовна — с 1982 по 2009 год
- Пратусевич Максим Яковлевич — с 2009 года

## Известные выпускники
- Боннэр, Елена Георгиевна
- Вербицкая, Людмила Алексеевна
- Гребенщиков, Борис Борисович
- Друзь, Инна Александровна
- Кучинская, Наталья Александровна
- Кузнецов, Николай Владимирович
- Матвеев, Йоэль Олегович
- Наумов, Лев Александрович
- Перельман, Григорий Яковлевич
- Смирнов, Станислав Константинович
- Соболев, Денис Михайлович
- Толубеев, Андрей Юрьевич
- Фрейндлих, Алиса Бруновна
- Фурсенко, Сергей Александрович
- Халифман, Александр Валерьевич